# 塞爾卡塞爾卡山
16°33′27″S 70°10′49″W / 16.55750°S 70.18028°W
塞爾卡塞爾卡山（Sirka Sirka），是秘魯的山峰，位於該國南部莫克瓜大區和普諾大區，由卡魯馬斯區和阿科拉區負責管轄，屬於安地斯山脈的一部分，海拔高度5,200米。